# 프라이트라이너 인스포레이션
프라이트라이너 인스포레이션(영어: Freightliner Inspiration)은 프라이트라이너 트럭이 제작한 트레일러 모델이다. 프라이트라이너 트럭 모델 중 최초로 미국에서 무인 자동차로 출시가 되었다. 이 트럭의 경우 제작될 때까지 오랜 테스트를 거쳐야 했었다.
2015년에 미국 네바다주 도로 주행 면허를 최종 취득했다.